# Луцкий, Игорь Владимирович
Игорь Владимирович Луцкий (бел. Ігар Уладзіміравіч Луцкі, род. 1972, Столин, Белорусская ССР) — белорусский государственный деятель, руководитель телеканала ОНТ с 2024 года. Заместитель главы Администрации президента Республики Беларусь (2021—2024), министр информации Республики Беларусь (2020—2021), генеральный директор телеканала «СТВ» (2018—2020).

## Биография
Родился в 1972 году в Столине Брестской области. Детство и юность прошли в деревне Белоуша Столинского района. Отец работал главным инженером в местном колхозе. После смерти отца, мать по профессии медработник, занималась воспитанием сыновей. Ходил в ясли-сад № 2 в Столине.
В 1989 году окончил среднюю школу в д. Белоуша с серебряной медалью.
В 1994 году окончил факультет радиофизики и электроники Белорусского государственного университета, в 2000 году — Академию управления при президенте Республики Беларусь.
В 1995—2000 годах — специалист первой категории, ведущий специалист, главный специалист, начальник отдела проектирования и администрации баз данных Министерства по управлению государственным имуществом и приватизации Республики Беларусь.
В 2000—2002 годах — советник-консультант, заместитель заведующего отделом информатики и оргтехники канцелярии президента Республики Беларусь, в 2002—2004 гг. — заведующий отделом информатики и оргтехники главного управления документационного обеспечения и информационных технологий аппарата Совета Федерации профсоюзов Беларуси.
В 2004—2006 годах — заместитель директора Белорусского телеграфного агентства (БелТА), в 2006—2008 гг. — директор «Нового радио» Федерации профсоюзов Беларуси, в 2008—2014 гг. — первый заместитель директора БелТА.
В 2014—2018 годах — первый заместитель министра информации Республики Беларусь. В 2018—2020 годах являлся генеральным директором телеканала «СТВ».
4 июня 2020 года назначен министром информации Республики Беларусь. 5 апреля 2021 года был отправлен в отставку. Издание Intex-press указывает, что он запомнился сильным давлением на негосударственные издания.
5 апреля 2021 года был назначен заместителем главы Администрации президента Республики Беларусь.
17 декабря 2020 года его внёс в свой санкционный список Евросоюз, 18 февраля 2021 года — Великобритания, 22 марта — Швейцария, 21 июня — Канада. 26 января 2021 года к декабрьскому пакету санкций ЕС присоединились Албания, Исландия, Лихтенштейн, Норвегия, Северная Македония, Черногория.
В июне 2022 года Луцкий рассказал о своём личном вкладе в закрытие интернет-портала TUT.BY и одобрил признание портала экстремистской организацией.
Луцкий является членом Совета Республики 8 созыва. Занимал должность заместителя главы президентской администрации до апреля 2024 года. 13 июня 2024 года назначен руководителем телеканала ОНТ.